# Gynoplistia fuscoplumbea
Gynoplistia fuscoplumbea är en tvåvingeart som beskrevs av Edwards 1923. Gynoplistia fuscoplumbea ingår i släktet Gynoplistia och familjen småharkrankar. Inga underarter finns listade i Catalogue of Life.